# Burgstelle Isenringen
Die Burgstelle Isenringen in Beckenried im schweizerischen Kanton Nidwalden ist die Burgstelle einer spätmittelalterlichen Burg.

## Lage
Die Burgstelle befindet sich am südlichen Rand des Vierwaldstättersees in Beckenried, heute in der Ebene nordwestlich der Bergbahnen Beckenried-Emmetten auf rund 435 m ü. M. Es sind lediglich Mauerreste unter dem auch Haus Isenringen genannten Nidwaldner Bürgerhaus erhalten.

## Geschichte
Die Burg wurde Mitte des 13. Jahrhunderts durch die Herren von Isenringen erbaut. 1262 wurde urkundlich ein Heinrich von Isenringen erwähnt. Um 1860 wurden die Reste abgebrochen.